# مسابقه آواز یوروویژن ۲۰۱۶
مسابقهٔ آواز یوروویژن ۲۰۱۶، ۶۱مین دوره از مسابقه آواز یوروویژن است که در اریکسون گلوب در استکهلم، سوئد برگزار خواهد شد به خاطر آنکه در سال ۲۰۱۵ در وین، سوئد با ترانهٔ «قهرمانان»، اجرا شده توسط مانس زلمرلو برنده شد. این سومین بار است که سوئد برنده این مسابقات می‌شود. دفعات قبلی ۱۹۷۵ و ۲۰۰۰ بود که آخرین بار نیز در اریکسون گلوب برگزار شد. در این دوره جامالا، نمایندهٔ اوکراین، با ترانهٔ «۱۹۴۴» که ترانه‌ای ضد جنگ و ضد دخالت‌های روسیه در اوکراین و شبه جزیرهٔ کریمه است برنده شد.

## فینال
| شماره اجرا | کشور      | زبان                       | هنرمند                            | ترانه                     | ترجمه فارسی       | رتبه | امتیاز |
| ---------- | --------- | -------------------------- | --------------------------------- | ------------------------- | ----------------- | ---- | ------ |
| ۰۱         | بلژیک     | انگلیسی                    | لورا تسورو                        | "What's the Pressure"     | –                 | ۱۰   | ۱۸۱    |
| ۰۲         | چک        | انگلیسی                    | گابریلا گونسیکووا                 | "I Stand"                 | –                 | ۲۵   | ۴۱     |
| ۰۳         | هلند      | انگلیسی                    | دوو باب                           | "Slow Down"               | –                 | ۱۱   | ۱۵۳    |
| ۰۴         | آذربایجان | انگلیسی                    | سمرا رحملی                        | «معجزه»                   | –                 | ۱۷   | ۱۱۷    |
| ۰۵         | مجارستان  | انگلیسی                    | فردی                              | "Pioneer"                 | –                 | ۱۹   | ۱۰۸    |
| ۰۶         | ایتالیا   | زبان ایتالیایی، انگلیسی    | فرانچسکا میچلن                    | "No Degree of Separation" | –                 | ۱۶   | ۱۲۴    |
| ۰۷         | اسرائیل   | انگلیسی                    | هوی استار                         | «ساخته‌شده از ستارگان»     | –                 | ۱۴   | ۱۳۵    |
| ۰۸         | بلغارستان | انگلیسی، زبان بلغاری       | پلی جنووا                         | "If Love Was a Crime"     | –                 | ۴    | ۳۰۷    |
| ۰۹         | سوئد      | انگلیسی                    | فرانس جپسن وال                    | "If I Were Sorry"         | –                 | ۵    | ۲۶۱    |
| ۱۰         | آلمان     | انگلیسی                    | جیمی- لی کریویتس                  | «روح»                     | –                 | ۲۶   | ۱۱     |
| ۱۱         | فرانسه    | زبان فرانسوی، انگلیسی      | امیر حداد                         | «دنبالش می‌گشتم»           | دنبالش می‌گشتم     | ۶    | ۲۵۷    |
| ۱۲         | لهستان    | انگلیسی                    | مایکال اسزپاک                     | «رنگ زندگی تو»            | –                 | ۸    | ۲۲۹    |
| ۱۳         | استرالیا  | انگلیسی                    | دامی ایم                          | «صدای سکوت»               | –                 | ۲    | ۵۱۱    |
| ۱۴         | قبرس      | انگلیسی                    | مینوس وان                         | "Alter Ego"               | –                 | ۲۱   | ۹۶     |
| ۱۵         | صربستان   | انگلیسی                    | سانیا ووچیچ                       | "Goodbye (Shelter)"       | –                 | ۱۸   | ۱۱۵    |
| ۱۶         | لیتوانی   | انگلیسی                    | دانی مونتل                        | «در انتظار این شب بوده‌ام» | –                 | ۹    | ۲۰۰    |
| ۱۷         | کرواسی    | انگلیسی                    | نینا کرالجیچ                      | "Lighthouse"              | –                 | ۲۳   | ۷۳     |
| ۱۸         | روسیه     | انگلیسی                    | سرگئی لازارف                      | «تو بی‌همتایی»             | –                 | ۳    | ۴۹۱    |
| ۱۹         | اسپانیا   | انگلیسی                    | بری                               | "Say Yay!"                | –                 | ۲۲   | ۷۷     |
| ۲۰         | لتونی     | انگلیسی                    | جستس سیرمیس                       | "Heartbeat"               | –                 | ۱۵   | ۱۳۲    |
| ۲۱         | اوکراین   | انگلیسی، زبان تاتاری کریمه | جامالا                            | «۱۹۴۴»                    | –                 | ۱    | ۵۳۴    |
| ۲۲         | مالت      | انگلیسی                    | ایرا لوسکو                        | "Walk on Water"           | –                 | ۱۲   | ۱۵۳    |
| ۲۳         | گرجستان   | انگلیسی                    | نیکا کوچارف و یانگ جورجین لولیتاز | "Midnight Gold"           | –                 | ۲۰   | ۱۰۴    |
| ۲۴         | اتریش     | فرانسوی                    | زویی                              | "Loin d'ici"              | خیلی دور از اینجا | ۱۳   | ۱۵۱    |
| ۲۵         | بریتانیا  | انگلیسی                    | جو و جک                           | «تو تنها نیستی»           | –                 | ۲۴   | ۶۲     |
| ۲۶         | ارمنستان  | انگلیسی                    | ایوتا موکوچیان                    | «موج عشق»                 | –                 | ۷    | ۲۴۹    |